# Johnny Bravo
Johnny Bravo este un serial de animație american creat de Van Partible pentru Cartoon Network și este al doilea serial Cartoon Cartoons. A început să fie difuzat pe data de 7 iulie 1997 și s-a încheiat pe 27 august 2004, după 7 ani de producție. Personajul titular Johnny Bravo (Jeff Bennett), bazat oarecum pe Elvis Presley și James Dean, este un tânăr cu părul blond, purtând ochelari de soare, musculos și idiot, care locuiește cu mama sa și încearcă să facă femeile să iasă la întâlnire cu el, deși întotdeauna nu reușește din cauza acțiunilor sale. El ajunge în situații și dificultăți bizare, adesea însoțit de personaje invitate celebre precum Donny Osmond sau Adam West. Pe parcursul desfășurării sale, serialul a fost cunoscut pentru umorul pentru adulți și referințele la cultură populară.
Partible a prezentat serialul pentru prezentarea de animație a lui Hanna-Barbera What a Cartoon!, bazându-se pe proiectul său de teză pe care l-a produs în timp ce studia la Universitatea Loyola Marymount.  Un scurtmetraj pilot a fost difuzat pe Cartoon Network în 1995. Serialul a fost reînnoit pentru un al doilea sezon în 1999, în timpul căruia Partible a plecat, iar serialul a fost reînnoit sub conducerea lui Kirk Tingblad. În 2003, pentru cel de-al patrulea sezon al serialului, Partible a revenit și a restaurat serialul la formatul și stilul original. În cele patru sezoane, au fost difuzate în total 67 de episoade. Primele trei sezoane au fost produse de Hanna-Barbera Cartoons, în timp ce al patrulea sezon a fost produs de Cartoon Network Studios.
Johnny Bravo a fost nominalizat la patru Premii Annie, un premiu YoungStar și două premii Golden Reel. Serialul a ajutat la lansarea carierei mai multor animatori, printre care Seth MacFarlane și Butch Hartman. Spin-off-uri media includ benzi desenate, lansări pe DVD și VHS, jucării de colecție, tricouri cu binecunoscuta expresie a lui Johnny „Whoa Mama” și jocuri video.
Premiera in România a fost în 1998, pe Cartoon Network.

## Despre serial
"Johnny Bravo" este  un serial animat american, a cărui difuzare originală a avut loc între ani 1997-2004. Serialul îl aduce în prim-plan pe Johnny Bravo, un tânăr narcisist, blond, ușor misogin, cu un fizic bine lucrat și cu un look care aduce aminte de legenda muzicii rock, Elvis Presley (coafură în stil pompadour, un accent care seamănă izbitor cu al lui Elvis), care pozează într-un Casanova, într-un bărbat irezistibil. Din cauza temperamentului său, a atitudinilor sale față de femei, a faptului că el pozează în stereotipul bărbatului cuceritor, dar și în ciuda faptului că el încă mai locuiește cu mama sa, Johnny Bravo eșuează aproape întotdeauna, fiind respins categoric de reprezentantele "sexului frumos".

## Personaje
- Johnny Bravo este personajul principal al serialului. Este narcisist, misogin, are o vestimentație simplă, care pune în vedere "calitățile" sale de bărbat cuceritor (tricou negru, ochelari de soare, pantaloni albaștri). În ciuda numeroaselor defecte pe care le are, Johnny nu renunță niciodată, fiind convins că cineva se va îndrăgosti irecuperabil de el. Johnny Bravo poate fi considerat a fi stereotipul bărbatului modern, cu un fizic puternic pus în evidență de vestimentația purtată, blond, care încearcă să impresioneze cât mai multe femei prin modalități mai degrabă nepoliticoase, încercând să pară ceea ce nu e.

- Jenny Brava este varianta feminină a lui Johnny Bravo. Prima sa apariție are loc în sezonul 4, mai exact în episodul Witch-ay Woman (Transformat în femeie) .La fel ca și Johnny Bravo, tânăra are părul blond, poartă ochelari de soare și are un tricou negru imprimat cu un unicorn și pantaloni albaștri. De fapt, Johnny a fost transformat de o vrăjitoare în femeie drept pedeapsă pentru comportamentul afișat in fața femeilor.

- Bunny Bravo este mama lui Johnny. Are părul roșcat și poartă ochelari. Ea este stereotipul mamei grijulii, dat fiind faptul ca Johnny încă locuiește cu ea și este foarte pasionată de actualitățile lumii mondene.

- Suzy este vecina lui Johnny. Are părul roșcat și poartă o rochiță verde. În ciuda diferenței de vârstă dintre ea și Johnny, Suzy nu ezită să-și arate simpatiile față de Johnny, cel mai probabil aceasta și-l imaginează ca fiind un bărbat dârz, puternic, un adevărat protector al "sexului frumos".

- Carlos "Carl" Chryniszzswics este un tip foarte inteligent, prieten foarte bun cu Johnny. Este stereotipul tocilarului, al intelectualului timid, alături de care nu se găsește nici o femeie. Profitând de bunăvoința prostească a lui Johnny, acesta nu ezită să-l folosească pe post de "șobolan de laborator". Nu de puține ori, Carl vede în Johnny Bravo un model de bărbăție.

- Pops este proprietarul unui local. Are un asistent pe nume Bobo. Johnny și Carl vin adesea la restaurantul său. Poate fi considerat ca un tată pentru Johnny.

- Alfon este personaj secundar al serialului. El este doctor, lucrează la spital, el l-a plimbat pe Johnny Bravo cu căruciorul prin spital, bătându-și joc de el, dar l-a tachinat și pentru faptul că incerca să-i seducă asistenta.

- Bonnie este un personaj secundar al serialului. Este fiica președintelui american, nu îi plac păpușile robot care arătă ca niște băieți (pentru că ea voia să iasă la întâlnire cu băieți adevărați și nu cu roboți); l-a cunoscut pe Johnny Bravo chiar când acesta vizita Casa Albă.

- Pim și Shlomo sunt personaje secundare ale serialului. Sunt bodyguarzii atât ai președintelui de la Casa Albă cât și ai fiicei sale, arestându-l pe Johnny pentru comportamentul avut în incinta Casei Albe.

- Donny Osmond este un personaj secundar al serialului. Este mereu optimist și râde foarte mult. Donny a fost introdus în serial ca dădacă a lui Johnny. În realitate, Donny Osmond există și este muzician, cântăreț și actor american.

## Celebrități
Multe celebrități au apărut în serial, printre care și: Don Knotts, Mick Jagger, Mark Hamill, Jessica Biel, Alec Baldwin, "Weird Al" Yankovic, Luke Perry, Farrah Fawcett, Vendela Kirsebom, Adam West, Dionne Warwick, Richard Simmons, Mr. T, Shaquille O'Neal, Seth Green, Allyce Beasley, Curtis Armstrong, Chuck D, Jeffrey Tambor, Tia Carrere, Laraine Newman, Donny Osmond, Ghiță Mureșan, Michael Jordan.

## Oaspeți din alte seriale
Alte personaje ale Hanna-Barbera au apărut în episoadele Johnny Bravo, incluzând gașca Scooby-Doo, Speed Buggy, Fred Flintstone, Ursul Yogi, Șoimul Albastru și Huckleberry Hound.

## Episoade
| N/o               | Titlu în română                               | Titlu în engleză                               |
| ----------------- | --------------------------------------------- | ---------------------------------------------- |
|                   |                                               |                                                |
| PILOT             |                                               |                                                |
|                   |                                               |                                                |
| 01                | Johnny Bravo                                  | Johnny Bravo                                   |
| 01                | Băiatul junglei în „Domnul maimuțoi”          | Jungle Boy in „Mr. Monkeyman”                  |
| 01                | Johnny Bravo și amazoanele                    | Johnny Bravo and the Amazon Women              |
|                   |                                               |                                                |
| SEZONUL 1         |                                               |                                                |
|                   |                                               |                                                |
| 02                | Super păcălit                                 | Super Duped                                    |
| 02                | Captiv în junglă                              | Bungled in the Jungle                          |
| 02                | Vremea ursului                                | Bearly Enough Time                             |
|                   |                                               |                                                |
| 03                | Bărbatul sensibil                             | Sensitive Male                                 |
| 03                | Bravo Dooby Doo                               | Bravo Dooby Doo                                |
|                   |                                               |                                                |
| 04                | Întâlnire cu o antilopă                       | Date with an Antelope                          |
| 04                | Ai văzut vreun taur trecând pe aici?          | Did You See a Bull Run By Here?                |
| 04                | Criza prăjiturilor                            | Cookie Crisis                                  |
|                   |                                               |                                                |
| 05                | Distracție cu clownii                         | I Used to Be Funny                             |
| 05                | Dragul meu netot                              | My Fair Dork                                   |
| 05                | Noaptea cea mare                              | Twas the Night                                 |
|                   |                                               |                                                |
| 06                | Prietenul Blarney                             | Blarney Buddies                                |
| 06                | Peste cocoașă                                 | Over the Hump!                                 |
| 06                | Johnny se întâlnește cu Farrah Fawcett        | Johnny Bravo Meets Farrah Fawcett              |
|                   |                                               |                                                |
| 07                | Hip-Hop Poc                                   | Hip-Hop Flop!                                  |
| 07                | Vorbește cu mine, fetițo                      | Talk to Me Baby                                |
| 07                | Pătura de doi bani                            | Blanky Hanky Panky                             |
|                   |                                               |                                                |
| 08                | Bravo pe plajă                                | Beach Blanket Bravo                            |
| 08                | Ziua în care pământul nu s-a mișcat prea mult | The Day the Earth Didn’t Move Around Very Much |
| 08                | Raionul jucăriilor amestecate                 | The Aisle of Mixed-Up Toys                     |
|                   |                                               |                                                |
| 09                | Înlocuitorul profesoarei                      | Substitute Teacher                             |
| 09                | Lupul în straie de puicuță                    | A Wolf in Chick’s Clothing                     |
| 09                | Îngrijire intensivă                           | Intensive Care                                 |
|                   |                                               |                                                |
| 10                | Johnny culturistul                            | Jumbo Johnny                                   |
| 10                | Cadoul perfect                                | The Perfect Gift                               |
| 10                | Bravo, James Bravo                            | Bravo, James Bravo                             |
|                   |                                               |                                                |
| 11                | Petrecere vampirilor                          | Going Batty                                    |
| 11                | Majordomul Berry                              | Berry the Butler                               |
| 11                | Johnny Bravo la Casa Albă                     | Red Faced in the White House                   |
|                   |                                               |                                                |
| 12                | Omul care a strigat ,,Clovnul"                | The Man Who Cried „Clown”                      |
| 12                | Johnny băiat bun                              | Johnny Real Good                               |
| 12                | Vorbăreața Tabitha                            | Little Talky Tabitha!                          |
|                   |                                               |                                                |
| 13                | Johnny Bravo îl întâlnește pe Adam West       | Johnny Bravo Meets Adam West!                  |
| 13                | Johnny îl întâlnește pe Donny Osmond          | Johnny Meets Donny Osmond                      |
| 13                | Sub marele eșec                               | Under the Big Flop                             |
|                   |                                               |                                                |
| SEZONUL 2         |                                               |                                                |
|                   |                                               |                                                |
| 14                | Planeta Bikini                                | Bikini Space Planet                            |
| 14                | Croazieră pe corabie                          | Moby Jerk                                      |
| 14                | Gel pentru Johnny                             | A Gel for Johnny                               |
|                   |                                               |                                                |
| 15                | Johnny i-ați tutuul                           | Johnny Get Your Tutu                           |
| 15                | Infernul lui Johnny                           | Johnny’s Inferno                               |
| 15                | Prietenul pădurii                             | Forest Chump                                   |
|                   |                                               |                                                |
| 16                | O criză a destinului                          | Karma Crisis'                                  |
| 16                | Un star e rănit                               | A Star is Bruised                              |
| 16                | Prințul și pușlamaua                          | The Prince and the Pinhead                     |
|                   |                                               |                                                |
| 17                | Fălci!                                        | Claws!                                         |
| 17                | Fotomodelul                                   | Cover Boy                                      |
| 17                | Până la Helga și înapoi                       | To Helga and Back                              |
|                   |                                               |                                                |
| 18                | Salvamarul                                    | Endless Bummer                                 |
| 18                | Johnny pușcăriașul                            | Jailbird Johnny                                |
| 18                | Bravo 13                                      | Bravo 13                                       |
|                   |                                               |                                                |
| 19                | Colegi de groază                              | Doomates                                       |
| 19                | Teledonul lui Johnny                          | Johnny’s Telethon                              |
| 19                | Îngerul păzitor al lui Johnny                 | Johnny’s Guardian Angel                        |
|                   |                                               |                                                |
| 20                | Musca Johnny                                  | I, Fly                                         |
| 20                | Un nătâng la polul nord                       | Schnook of the North                           |
| 20                | Johnny și manierele                           | Charm School Johnny                            |
|                   |                                               |                                                |
| 21                | Johnny și vrejul de fasole                    | Johnny and the Beanstalk                       |
| 21                | Un băiat și pasărea lui                       | A Boy and His Bird                             |
| 21                | Să fi maimuță e suficient                     | Ape is Enough                                  |
|                   |                                               |                                                |
| 22                | Panică în orașul semipreparatelor             | Panic in Jerky Town!                           |
| 22                | Extraterestrul de încredere                   | Alien Confidential                             |
| 22                | Noul prieten al mamei                         | Mama’s New Boyfriend                           |
|                   |                                               |                                                |
| 23                | Bine ai revenit, Johnny                       | Welcome Back, Bravo                            |
| 23                | Un abdomen de milioane                        | The Man with the Golden Gut                    |
| 23                | Ferma mătușii Katie                           | Aunt Katie’s Farm                              |
|                   |                                               |                                                |
| 24                | Naufragiații                                  | Buffoon Lagoon                                 |
| 24                | Johnny merge în tabără                        | Johnny Goes to Camp                            |
| 24                | Liga de baseball                              | A League of His Own                            |
|                   |                                               |                                                |
| 25                | Gloriosul Johnny                              | Brave New Johnny                               |
| 25                | Fără minte                                    | Witless                                        |
| 25                | Carl nu e mândru                              | Carl Be Not Proud                              |
|                   |                                               |                                                |
| 26                | El Bravo Magnifico                            | El Bravo Magnifico                             |
| 26                | Johnny-O și Julieta                           | Johnny-O and Juliet                            |
| 26                | Clanul peșterii                               | Clan of the Cave Boob                          |
|                   |                                               |                                                |
| 27                | Johnny prin galaxie                           | Galaxy Boy                                     |
| 27                | Ziua liberă a lui Damien                      | Damien’s Day Out                               |
| 27                | Johnny sumbru                                 | Noir Johnny                                    |
|                   |                                               |                                                |
| 28                | Slăvirea natangului                           | Hail to the Chump                              |
| 28                | Un țicnit pentru sora Sara                    | A Fool for Sister Sara                         |
| 28                | Zi cu boacăne                                 | Days of Blunder                                |
|                   |                                               |                                                |
| 29                | Johnny artist                                 | Pop Art Johnny                                 |
| 29                | Ferma idiotului                               | Dude Ranch Doofus                              |
| 29                | O prăjitură prea multă                        | A Cake Too Far                                 |
|                   |                                               |                                                |
| 30                | Ia uite cine salivează                        | Look Who’s Drooling                            |
| 30                | Lege și dezordine                             | Law and Disorder                               |
| 30                | Dintele sau consecințele                      | Tooth or Consequences                          |
|                   |                                               |                                                |
| 31                | Johnny Bravo nu se scufundă                   | The Unsinkable Johnny Bravo                    |
| 31                | Cearta                                        | Rashomoron                                     |
| 31                | Eliberați-l pe Pookye                         | Free Pookey                                    |
|                   |                                               |                                                |
| 32                | Johnny Bravo cavaler                          | Good Knight Johnny                             |
| 32                | Platon la balon                               | Balloon Platoon                                |
| 32                | Copilul naiv                                  | The Clueless Kid                               |
|                   |                                               |                                                |
| 33                | Nătărăul din Yukon                            | Yukon Yutz                                     |
| 33                | Johnny la școala pregătitoare                 | Prep School Johnny                             |
| 33                | Să vină clonele                               | Send in the Clones                             |
|                   |                                               |                                                |
| 34                | Johnny din Loch Ness                          | Loch Ness Johnny                               |
| 34                | Johnny comandant de cercetașe                 | Den Mother Johnny                              |
| 34                | Aho idiotism                                  | Quo Doofus                                     |
|                   |                                               |                                                |
| 35                | Sughițând mereu                               | As I Lay Hiccupping                            |
| 35                | Maro marin                                    | Marine Maroon                                  |
| 35                | Johnny tunetul                                | Thunder God Johnny                             |
|                   |                                               |                                                |
| SEZONUL 3         |                                               |                                                |
|                   |                                               |                                                |
| 36                | Ghidul pentru dragoste al lui Luke Perry      | Luke Perry’s Guide to Love                     |
| 36                | In bătaia lui Johnny                          | In the Line of Johnny                          |
| 36                | Johnny evadatul                               | Fugitive Johnny                                |
|                   |                                               |                                                |
| 37                | Johnny virtual                                | Virtual Johnny                                 |
| 37                | Prindeți caraghiosul                          | Hold That Schmoe                               |
| 37                | Vânătoarea                                    | Hunted!                                        |
|                   |                                               |                                                |
| 38                | Candidatul Johnny                             | Candidate Johnny                               |
| 38                | Johnny basketbalistul                         | Air Bravo                                      |
| 38                | Johnny cântărețul                             | Johnny B. Badd                                 |
|                   |                                               |                                                |
| 39                | Bravo jurnalistul                             | Scoop Bravo                                    |
| 39                | Johnny se micșorează                          | The Incredible Shrinking Johnny                |
| 39                | Johnny pompierul                              | Backdraft                                      |
|                   |                                               |                                                |
| 40                | Afacerea Johnny Bravo                         | The Johnny Bravo Affair                        |
| 40                | Johnny și biosfera                            | Biosphere Johnny                               |
| 40                | Mototol la spa                                | Spa Spaz                                       |
|                   |                                               |                                                |
| 41                | Păcălit pentru o zi                           | Fool for a Day                                 |
| 41                | Visul                                         | In Your Dreams                                 |
| 41                | Unora le place ce e stupid                    | Some Like it Stupid                            |
|                   |                                               |                                                |
| 42                | Johnny la dentist                             | Dental Hijinks                                 |
| 42                | Scufița Johnny                                | Little Red Riding Johnny                       |
| 42                | Johnny și cangurii                            | Pouch Potato                                   |
|                   |                                               |                                                |
| 43                | Jurassic porc                                 | Jurassic Dork                                  |
| 43                | Academia mascotelor                           | Mascot Academy                                 |
| 43                | Johnny in armată                              | Full Metal Johnny                              |
|                   |                                               |                                                |
| 44                | Johnny pe zăpadă                              | Johnny on Ice!                                 |
| 44                | Robo-Mama!                                    | Robo-Mama!                                     |
| 44                | 20.000 dee leghe sub mări                     | 20.000 Leagues Over My Head                    |
|                   |                                               |                                                |
| 45                | Duhul din prăjitor                            | I Dream of Johnny                              |
| 45                | Un Johnny nervos                              | One Angry Bravo                                |
| 45                | Carnavalul ciudaților                         | Carnival of the Darned                         |
|                   |                                               |                                                |
| 46                | Tăntălăul la maraton                          | A Walk on the Stupid Side                      |
| 46                | Singuraticul Bravo                            | Lone Star Bravo                                |
| 46                | Jucăria Johnny                                | Toy Boy Johnny                                 |
|                   |                                               |                                                |
| 47                | Cartea cu iepurași interzisă                  | The Great Bunny Book Ban                       |
| 47                | Veverița                                      | Enter the Chipmunk                             |
| 47                | FrankenBravo                                  | FrankenBravo                                   |
|                   |                                               |                                                |
| 48                | Lordul golfului                               | Lord of the Links                              |
| 48                | Cizmarul                                      | Bootman                                        |
| 48                | Soluție froidiană                             | Freudian Dip                                   |
|                   |                                               |                                                |
| 49                | Fratele Johnny                                | Lodge Brother Johnny                           |
| 49                | Johnny în lanțuri                             | Chain Gang Johnny                              |
| 49                | Cherestegiul                                  | Lumberjack Johnny                              |
|                   |                                               |                                                |
| 50                | Autor, autor                                  | Auteur, Auteur!                                |
| 50                | Trenul scăpat de sub control                  | Runaway Train                                  |
| 50                | La pescuit                                    | A Reject Runs Through it                       |
|                   |                                               |                                                |
| 51                | Insula doctoriței Morceau                     | The Island of Mrs. Morceau                     |
| 51                | Culoarea muștarului                           | The Color of Mustard                           |
| 51                | Al treilea idiot de la soare                  | Third Dork from the Sun                        |
|                   |                                               |                                                |
| 52                | Proiectul Hansel și Gretel                    | The Hansel and Gretel Witch Project            |
| 52                | Coeficientul de inteligență al lui Johnny     | I.Q. Johnny                                    |
| 52                | Împuțit                                       | Get Stinky                                     |
|                   |                                               |                                                |
| SEZONUL 4         |                                               |                                                |
|                   |                                               |                                                |
| 53                | Johnny Bravo merge la Hollywood               | Johnny Bravo Goes To Hollywood                 |
|                   |                                               |                                                |
| 54                | Probleme de trafic                            | Traffic Troubles                               |
| 54                | Prietenul meu haios                           | My Funny Looking Friend                        |
|                   |                                               |                                                |
| 55                | Câștigă un El toro guapo                      | Win an ElToro Guapo                            |
| 55                | Transformat în femeie                         | Witch-ay Woman                                 |
|                   |                                               |                                                |
| 56                | Singur acasă                                  | Home Alone                                     |
|                   |                                               |                                                |
| 57                | Johnny Bravo în miniatură                     | Mini JB                                        |
| 57                | Întoarcerea din viitor                        | Back from the Future                           |
|                   |                                               |                                                |
| 58                | Asta-i distracție                             | That’s Entertainment                           |
| 58                | Nu, da, da pentru Bravo                       | Non Oui, Oui Pour Johnny                       |
|                   |                                               |                                                |
| 59                | Ia-ți o lopățica                              | Get Shovelized!                                |
| 59                | T de la tărăboi                               | T is for Trouble                               |
|                   |                                               |                                                |
| 60                | Johnny a încărunțit                           | Gray Matters                                   |
| 60                | Vedere dublă                                  | Double Vision                                  |
|                   |                                               |                                                |
| 61                | E o viață magică                              | It’s a Magical Life                            |
| 61                | Tipul de la sfârșitul desenului animat        | The Hunk at the End of This Cartoon            |
|                   |                                               |                                                |
| 62                | Distracția vieții mele                        | The Time of My Life                            |
| 62                | Fugi, Johnny, fugi                            | Run Johnny Run                                 |
|                   |                                               |                                                |
| 63                | Programul de protecție a sălbăticiei          | Wilderness Protection Program                  |
| 63                | O pagină de istorie                           | A Page Right Out of History                    |
|                   |                                               |                                                |
| 64                | Marele detectiv                               | Some Walk By Night                             |
| 64                | Intâlnirile aranjate de Adam West             | Adam West Date-O-Rama                          |
|                   |                                               |                                                |
| 65                | Machiajul lui Johnny                          | Johnny Makeover                                |
| 65                | Pasă pentru Shaquille                         | Back on Shaq                                   |
|                   |                                               |                                                |
| EPISOADE SPECIALE |                                               |                                                |
|                   |                                               |                                                |
| ES1               | Un crăciun cu Johnny Bravo                    | A Johnny Bravo Christmas                       |
|                   |                                               |                                                |
| ES2               | E Sfântul Valentin, Johnny Bravo              | It’s Valentine’s Day, Johnny Bravo             |
|                   |                                               |                                                |
| EPISOD INDIAN     |                                               |                                                |
|                   |                                               |                                                |
| EI1               | [ a ]                                         | Johnny Goes to Bollywood                       |
|                   |                                               |                                                |
| FILM              |                                               |                                                |
|                   |                                               |                                                |
| F1                | Johnny Bravo merge la Bollywood               | Johnny Bravo Goes to Bollywood                 |
|                   |                                               |                                                |